# Манастир Светог оца Николе у Станишићима
Манастир Станишићи је манастир Српске православне цркве посвећен Светом оцу Николи. Манастир се налази у етно селу Станишићи поред Бијељине. Манастир припада Епархији зворничко-тузланској.

## Прошлост
Манастир Светог оца Николе су освештали владика зворничко-тузлански Василије, владика захумско-херцеговачки Григорије и владика америчко-канадски Лонгин дана 22. маја 2006. године. У часни престо су положене честице моштију Светог оца Николаја и цара Уроша.
Овај манастир је реплика златиборског манастира Куманица, а манастирски иконостас је рађен по узору на иконостас манастира Ломница.

## Положај манастира
Манастир се налази у етно-селу Станишић, три километра од Бијељине, на путу ка Павловића мосту и Србији.